# The Set Up (película de 1949)
The Set-Up es una película estadounidense de 1949 dirigida por Robert Wise. En España se llamó Nadie puede vencerme y Combate trucado. Es un film noir sobre un boxeador cuyos protagonistas son Robert Ryan y Audrey Totter. El guion fue adaptado por Art Cohn de un poema de 1928 de Joseph Moncure March.

## Argumento
Stoker Thompson (Robert Ryan) es un boxeador de 35 años de edad con una carrera decepcionante. Tiny (George Tobias), el mánager de Stoker, está tan seguro de que seguirá perdiendo peleas que hace una apuesta en su contra con un gánster. Está tan seguro de que Thompson perderá que no le dice nada acerca del arreglo. Al principio del cuarto y último asalto de la pelea contra el favorito y mucho más joven Tiger Nelson (Hal Baylor), Stoker se entera del amaño. Aunque sabe que el organizador es Little Boy (Alan Baxter), un reconocido mafioso, Thompson se niega a rendirse y se consagra a la pelea con todas sus fuerzas. Al final derrota a Nelson, pero Little Boy hace que le rompan la mano derecha como castigo.

## Reparto
- Robert Ryan como Bill "Stoker" Thompson.
- Audrey Totter como Julie Thompson.
- George Tobias como Tiny.
- Alan Baxter como Little Boy.
- Wallace Ford como Gus.
- Percy Helton como Red.

## Premios
Recibidos
- Festival de Cannes de 1949: Mejor cienmatografía para Milton R. Krasner; premio FIPRESCI para Robert Wise; 1949.[4]

Nominaciones
- Premio BAFTA a la mejor película en 1950.